# Cadena principal alpina

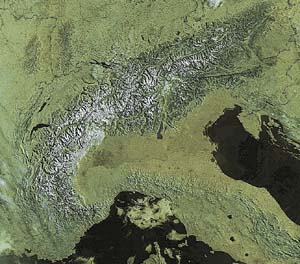
La cadena de los Alpes.

La Cadena principal alpina es la cordillera formada por la línea de montañas de los Alpes que constituyen la divisoria de aguas principal. Empieza en Bocchetta di Altare, donde los Alpes se apartan de los Apeninos, y termina en la Sella di Godovič, donde comienzan los Alpes Dináricos.

## Características
En una cadena montañosa, la cadena principal contiene normalmente las cumbres más importantes de la cordillera. En los Alpes, no obstante, hay notables macizos montañosos que están separados de la cadena principal, como, por ejemplo, los Alpes del Delfinado y los Alpes berneses.
Son montañas *jóvenes* y por lo tanto, de elevada altura que forma un arco a lo largo de la costa mediterránea.
La cadena principal alpina está bien definida en los Alpes occidentales; en los Alpes orientales va haciéndose poco a poco más indefinida conforme se avanza hacia el este. En los Alpes orientales, de hecho hay tres cuencas hidrográficas principales: la del Rin al norte, la del Danubio al oeste y la del Po y otros ríos italianos al sur. El punto de divisoria de aguas triple está situado en el Paso Lunghin. Si como divisoria de aguas principal se entiende la del Rin-Danubio, entonces la cadena principal termina con los Alpes de Baja Austria a las puertas de Viena; si, en lugar de ello, se toma como divisoria de aguas principal la del Danubio-Po y otros ríos italianos, entonces la cadena principal termina con los Alpes y Prealpes Julianos. En este artículo se sigue esta segunda opción.

## Descripción de la cadena principal alpina

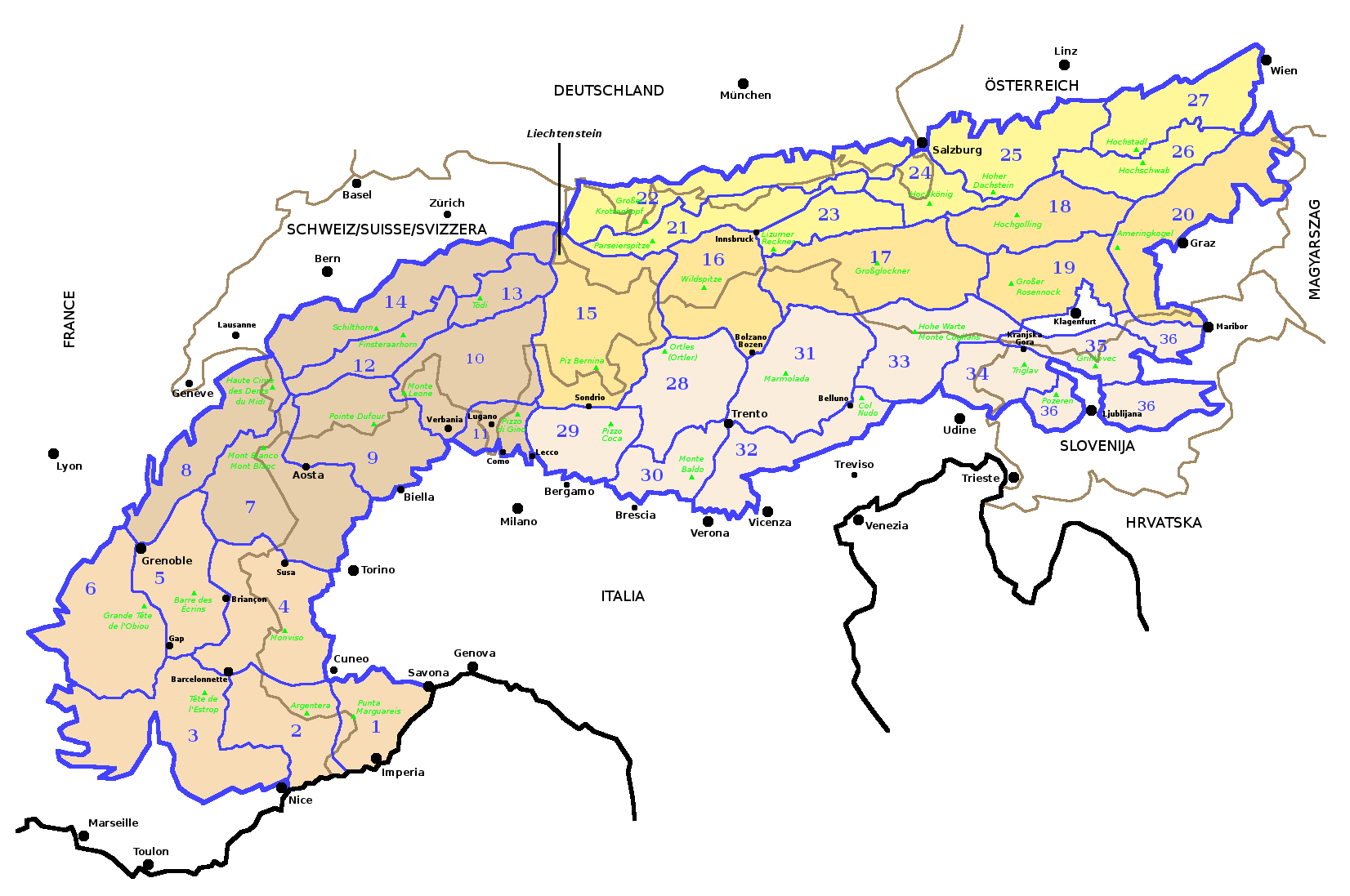
Cuadro del conjunto de las secciones alpinas según la SOIUSA y su correspondiente numeración.

Se encuentran en la cadena principal alpina las siguientes secciones:
- Alpes Ligures (1) - entre sus dos subsecciones están a lo largo de la cadena principal alpina
- Alpes Marítimos y prealpes de Niza (2) - solamente la subsección Alpes Marítimos se halla a lo largo de la cadena principal alpina; los Prealpes de Niza se separan de ella en el Baisse de la Cabanette
- Alpes Cocios (4) - sus tres subsecciones se sitúan a lo largo de la cadena principal alpina
- Alpes Grayos (7) - están sobre la divisoria de aguas principal las subsecciones Alpes de Lanzo y de la Alta Moriana, Alpes de la Grande Sassière y del Rutor y Alpes del Mont Blanc; los Alpes de la Vanoise y del Grand Arc se apartan al oeste del colle de Iseran, los Alpes del Gran Paradiso se apartan al este del colle del Nivolet, los Alpes del Beaufortain se separan por el oeste del colle di Meraillet
- Alpes Peninos (9) - solamente la subsección Alpes Bielleses y Cusianos no está a lo largo de la cadena principal alpina en cuanto se apartan de los Alpes del Monte Rosa en el Colle del Loo y al Tesslu[2]
- Alpes Lepontinos (10) - sus dos subsecciones están a lo largo de la cadena principal alpina
- Alpes Réticos occidentales (15) - solamente las subsecciones Alpes del Platta, Alpes del Bernina, Alpes de Livigno y Alpes de Val Müstair se hallan a lo largo de la cadena principal alpina; del paso Lunghin se separan las subsecciones Alpes de Albula, Alpes del Silvretta, del Samnaun y del Verwall, Alpes del Plessur y Macizo de Rätikon
- Alpes Réticos orientales (16) - los Alpes Sarentinos no se encuentran a lo largo de la cadena principal alpina y se apartan al sur del Paso de Monte Giovo
- Alpes del Tauern occidentales (17) - los Alpes de Zillertal y los Alpes Pustereses se sitúan sobre la cadena principal alpina; los Hohe Tauern y el Grupo del Kreuzeck se apartan al este de la Forcella del Picco y al Paso Stalle
- Dolomitas (31) - una pequeña parte de la subsección Dolomitas de Sesto, de Braies y de Ampezzo se encuentra a lo largo de la cadena principal alpina; las demás subsecciones quedan detrás del paso de Campolongo
- Alpes Cárnicos y del Gail (33) - solamente la subsección Alpes Cárnicos se halla a lo largo de la cadena principal alpina; los Alpes del Gail quedan al norte del Kartitscher Sattel y los Prealpes Cárnicos al sur del paso de la Mauria
- Alpes y prealpes Julianos (34) - solamente la subsección Alpes Julianos se sitúa a lo largo de la cadena principal alpina; los Prealpes Julianos quedan al sur
- Prealpes Eslovenos (36) - la subsección Prealpes Eslovenos occidentales se encuentra a lo largo de la cadena principal alpina.

## Cuencas hidrográficas
De la cadena principal alpina descienden las cuencas hidrográficas sobre todo de estos cuatro ríos:
- Po - en la vertiente italiana
- Ródano - en la vertiente suiza y francesa
- Rin - en la vertiente suiza y austriaca
- Danubio - en la vertiente austriaca y eslovena.